# 東京フラッシュ
『東京フラッシュ』（とうきょうフラッシュ）は2019年11月29日にリリースされたVaundyの楽曲。

## 概要
自身初のシングルであり、デジタル・ダウンロードのみでリリースされた。
YouTubeにて公開されたMVはリリースから2ヶ月で100万再生され、業界からの注目を集めた。同時に自身の活動が世間に広まっていくきっかけとなった曲である。

## 制作の背景
曲をラジオで流してもらおうというコンセプトのもと、YouTubeやサブスクから流れ込んでくる様々な曲を分析して制作された。

## 認定とセールス
リリースから約2年3ヶ月後の2025年6月11日公開の「Billboard Japan Streaming Songs」で、ストリーミング累計再生回数が1億回を突破した。自身の曲では「不可幸力」「napori」「怪獣の花唄」「踊り子」「花占い」「そんなbitterな話」「タイムパラドックス」「Tokimeki」「しわあわせ」「裸の勇者」「恋風邪にのせて」「CHAINSAW BLOOD」「世界の秘密」「life hack」「灯火」に続き、これで16曲目となる。
|                                | 認定 (RIAJ) | 売上/再生回数      |
| ------------------------------ | ----------- | ------------------ |
| ダウンロード                   | 未公表      | -                  |
| ストリーミング                 | プラチナ    | 100,000,000 回再生 |
| *認定のみに基づく売上/再生回数 |             |                    |

## 収録内容
| #  | タイトル           | 作詞・作曲 | 編曲   | 時間 |
| -- | ------------------ | ---------- | ------ | ---- |
| 1. | 「東京フラッシュ」 | Vaundy     | Vaundy | 4:19 |

## タイアップ
- ABEMA「恋する♥週末ホームステイ」2021春 Tokyo 挿入歌